# Sørøya
Ne doit pas être confondu avec Sørøya (Bømlo).
Sørøya (pron. Seûr-euya, littéralement « l'île du sud » ; en same du Nord Sállan) est une île côtière du comté de Finnmark occidental, en Norvège du nord et en bordure de l'océan Arctique. Elle est administrativement partagée entre les communes de Hasvik (partie occidentale) et de Hammerfest (partie orientale).

## Géographie et environnement
Sørøya est située approximativement à la même latitude que Hammerfest.
Avec une superficie de 811,4 km2, elle constitue la 4e plus grande île de Norvège (le Svalbard mis à part)  ; sa longueur est d'environ 60 km pour une largeur de 25 km, ses côtes étant très découpées. Le point culminant est le Vatnafjell (653 m). Il n'y a quasiment pas d'arbres sur l'île ; toutefois le climat y est suffisamment clément pour que Sørøya ait pu gagner le surnom de « l'île verte du nord ».
L'île est très peu peuplée, la population se répartissant essentiellement entre les trois localités de Hasvik (380 habitants), Breivikbotn (295 h.)  et Sørvær (201 h.), toutes trois sur la côte ouest et reliées par la route côtière (« Fylkesveg 102 » ; Hasvik - Breivikbotn : 18 km, Breivikbotn - Sørvær : 20 km). C'est à Breivikbotn que se trouvent la mairie et les services administratifs.

## Économie
Sørøya est réputée pour ses eaux poissonneuses (morue, flétan blanc, loup tacheté, lieu noir) et un festival de la pêche en mer y est organisé chaque année en juillet (Sørøydagene). On y a signalé des prises record allant jusqu'à 37,5 kg pour la morue. L'île possède une industrie de poisson séché. Cette activité connaît toutefois de nos jours un certain déclin par suite de l'épuisement des ressources et de difficultés de commercialisation sur le continent.
Il existe un hôtel à Hasvik et diverses possibilités d'hébergement, ainsi que de location de bateaux.
Un radar météorologique est en cours d'installation dans la commune de Hasvik, à 438 mètres d'altitude. Il existe aussi un projet de terminal pétrolier à Sørøya en relation avec le champ pétrolifère Goliat (partie norvégienne de la mer de Barents).
La côte nord-ouest abrite par ailleurs une station radar de l'OTAN.

## Transports
Il existe un aérodrome à Hasvik, qui assure deux vols quotidiens (15 minutes de Hammerfest) ; Hasvik est également reliée par ferry (env. 2h) à Øksfjord, qui est desservie par l'express côtier (hurtigruten). Un service de bus existe sur la route côtière.

## Histoire
Des vestiges d'installations datant de l'âge de pierre ont été retrouvés sur Sørøya, dont des gravures rupestres (à Slettnes).
Le 15 février 1945, plus de 500 civils norvégiens furent évacués par quatre navires de la Royal Navy et amenés jusqu'au port de Gourock en Écosse via Mourmansk en URSS. Cette opération portait le nom de code de opération Open Door.

## Curiosités
Au lieu-dit Dønnersfjord, sur la côte nord, subsiste une église de 1880, et à proximité, à Bøle, on peut encore voir les restes d'une station baleinière. À Hasvik se trouvent des vestiges de fortifications allemandes datant de la Seconde Guerre mondiale.
Pendant plusieurs années, on a pu voir à Sørvær l'épave du croiseur russe Murmansk (211 m, 17 000 tonnes), qui s'y échoua à Noël 1994, alors qu'il était en route vers l'Inde pour y être démantelé (elle a désormais été dégagée).
À six kilomètres de Hasvik se trouve la grotte de Kvithellan, où 35 personnes se réfugièrent pendant 99 jours à la fin de la Seconde Guerre mondiale.